# Marcos Locatelli
Marcos Alberto Locatelli (Mar del Plata, 21 dicembre 1939 – Genova, 5 luglio 2010) è stato un allenatore di calcio e calciatore argentino, di ruolo centrocampista.
Il suo nome veniva italianizzato in Marco ma veniva anche soprannominato Chico.

## Carriera
Inizia la sua carriera nell'Independiente finché nell'estate del 1960 passa al Torino. Con questa maglia passa tre stagioni contando 42 presenze e segnando 13 reti. Il suo esordio avviene il 23 settembre 1960 nella partita casalinga persa per 1-0 contro la Sampdoria. La sua prima rete la mette a segno il 2 aprile 1961 nella partita casalinga pareggiata 1-1 contro la Fiorentina. L'ultima partita la disputa il 24 giugno 1963, in una trasferta persa dai granata 2-1 contro il Lens nella finale della Coppa Amicizia.
Successivamente l'argentino passa al Genoa dove passa sei stagioni contando 109 presenze, 26 gol e diventando anche capitano. Arrivò a Genova insieme all'allenatore Beniamino Santos e al difensore Fossati, tutti e tre provenienti dal Torino.
Torna a giocare in Liguria nel 1973, disputando una stagione tra le file della Levante, sodalizio genovese militante in Serie D, dove concluderà definitivamente la carriera agonistica.
Dopo il suo ritiro è rimasto a vivere a Genova, sua nuova terra d'adozione, allenando squadre minori e dove è morto il 5 luglio 2010.
Ha allenato il Savona (dove ha lanciato Walter Zenga) e la Pegliese.